# ЕККО Сіті Грінз
Спортивний клуб «ЕККО Сіті Грінз» або просто «ЕККО Сіті Грінз» (англ. ECCO City Greens Sporting Club) — ботсванський футбольний клуб з міста Франсистаун.

## Історія
Футбольний клуб «ЕККО Сіті Грінз» було засновано в 1992 році групою молодих людей. Спочатку команда офіційно не була ніде зареєстрована і виступала у Третьому дивізіоні. Початкова назва клубу — Франсистаун Сіті Грінз. Дещо пізніше самі ж гравці знайшли спонсора для клубу — компанію БМСі. Після чого команда спочатку протягом двох сезонів просунулася до Першого дивізіону, а з кінця 90-х років XX століття почала періодично виступати у плей-оф турніру за право грати у Прем'єр-лізі.
В сезоні 2004/05 років команда дебютувала у Прем'єр-лізі, де посіла високе, як для дебютанта, 9-те місце. А вже у сезоні 2006/07 років «ЕККО Сіті Грінз» досяг свого найбільшого в історії успіху, здобув чемпіонство елітного дивізіону країни. На сьогодні це єдиний клуб з північної частини країни, який вигравав чемпіонство у Прем'єр-лізі.
Свого часу за клуб виступали такі гравці національної збірної Ботсвани: Малепа Болеланг, Онтсе Гтеса та Кеабетсве Дженаміко.

## Досягнення
- Прем'єр-ліга
  -  Чемпіон (1): 2006/07
  -  Бронзовий призер (1): 2008/09[4]

- Маском Топ-8 Кап
  -  Фіналіст (1): 2011/12

- Оранж Кабельмо Чериті Кап
  -  Фіналіст (1): 2008

- Кубок незалежності Ботсвани
  -  Володар (4): 2006, 2009, 2010
  -  Фіналіст (1): 2007

## Відомі гравці
- Малепа Болеланг
- Онтсе Гтеса
- Кеабетсве Дженаміко